# Седар (округ, Міссурі)
Шаблон:StateAbbr_ 37°43′ пн. ш. 93°52′ зх. д. / 37.72° пн. ш. 93.86° зх. д.
Округ  Седар (англ. Cedar County) — округ (графство) у штаті Міссурі, США. Ідентифікатор округу 29039.

## Історія
Округ утворений 1845 року.

## Демографія
За даними перепису 
2000 року 
загальне населення округу становило 13733 осіб, зокрема міського населення було 3654, а сільського — 10079.
Серед мешканців округу чоловіків було 6722, а жінок — 7011. В окрузі було 5685 домогосподарств, 3892 родин, які мешкали в 6813 будинках.
Середній розмір родини становив 2,86.
Віковий розподіл населення поданий у таблиці:
| Стать    | До 15 років | 15-21 | 22-29 | 30-39 | 40-49 | 50-65 | 65-85 | Понад 85 |
| -------- | ----------- | ----- | ----- | ----- | ----- | ----- | ----- | -------- |
| Чоловіки | 1381        | 737   | 422   | 773   | 863   | 1286  | 1139  | 121      |
| Жінки    | 1288        | 547   | 483   | 845   | 932   | 1321  | 1334  | 261      |

## Суміжні округи
- Сент-Клер — північ
- Полк — схід
- Дейд — південь
- Вернон — захід

## Виноски
1. ↑  U.S. Decennial Census. United States Census Bureau. Архів оригіналу за 26 квітня 2015. Процитовано 14 листопада 2014.
2. ↑  Historical Census Browser. University of Virginia Library. Архів оригіналу за 11 серпня 2012. Процитовано 14 листопада 2014.
3. ↑  Population of Counties by Decennial Census: 1900 to 1990. United States Census Bureau. Процитовано 14 листопада 2014.
4. ↑  Census 2000 PHC-T-4. Ranking Tables for Counties: 1990 and 2000 (PDF). United States Census Bureau. Процитовано 14 листопада 2014.
5. ↑  State & County QuickFacts. United States Census Bureau. Архів оригіналу за 7 червня 2011. Процитовано 7 вересня 2013. [Архівовано 2011-06-07 у Wayback Machine.](англ.) Наведено за англійською вікіпедією.
6. ↑  American FactFinder. Бюро перепису населення США. Архів оригіналу за 26 лютого 2012. Процитовано 31 січня 2008. [Архівовано 2008-05-21 у Wayback Machine.]

| США | Це незавершена стаття з географії США. Ви можете допомогти проєкту, виправивши або дописавши її. |